# Liste du patrimoine immobilier classé de Jalhay
Cette page regroupe l'ensemble du patrimoine immobilier classé de la ville belge de Jalhay.
| Objet | Année de construction / Architecte | Adresse                | Section communale | Coordonnées                      | Numéro d’inventaire | Illustration |
| --- | ---------------------------------- | ---------------------- | ----------------- | -------------------------------- | ------------------- | --- |
| Orgues de l’église Saint-Hubert |                                    |                        |                   | 50° 33′ 19″ nord, 5° 56′ 02″ est | 63038-CLT-0001-01   | Image manquanteTéléverser |
| Colonne Panhaus |                                    |                        |                   | 50° 31′ 32″ nord, 6° 02′ 39″ est | 63038-CLT-0002-01   | Image manquanteTéléverser |
| Maison dite Lespire (façades et toitures), place du Marché n°230 |                                    | Place du Marché, n°230 | Sart-lez-Spa      | 50° 31′ 01″ nord, 5° 55′ 54″ est | 63038-CLT-0003-01   | Maison dite Lespire (façades et toitures), place du Marché n°230 |
| Tour et clocher de l’église Saint-Lambert |                                    |                        | Sart-lez-Spa      | 50° 31′ 02″ nord, 5° 56′ 01″ est | 63038-CLT-0004-01   | Tour et clocher de l’église Saint-Lambert |
| Vieux Chêne, thier du Vivier |                                    |                        |                   | 50° 31′ 02″ nord, 5° 56′ 01″ est | 63038-CLT-0005-01   | Vieux Chêne, thier du Vivier |
| Borne B-P.155 (+ WAIMES/Ovifat) |                                    |                        |                   | 50° 31′ 09″ nord, 6° 04′ 01″ est | 63038-CLT-0007-01   | Borne B-P.155 (+ WAIMES/Ovifat) |
| Borne B-P.156 (+ WAIMES/Ovifat et BAELEN/Membach) |                                    |                        |                   | 50° 31′ 11″ nord, 6° 04′ 23″ est | 63038-CLT-0008-01   | Image manquanteTéléverser |
| Signal géodésique de la baraque Michel |                                    |                        |                   | 50° 31′ 15″ nord, 6° 03′ 46″ est | 63038-CLT-0009-01   | Image manquanteTéléverser |
| La borne FI-CI Nord (+ BAELEN/Membach) |                                    |                        |                   | 50° 31′ 33″ nord, 6° 04′ 22″ est | 63038-CLT-0010-01   | Image manquanteTéléverser |
| La borne FI-CI Sud (+ BAELEN/Membach) |                                    |                        |                   | 50° 31′ 16″ nord, 6° 04′ 23″ est | 63038-CLT-0011-01   | Image manquanteTéléverser |
| Ensemble formé par les divers témoins historiques et les abords sur les territoires des communes de Jalhay, Baelen, Waimes et Malmédy (+ BAELEN/Membach, WAIMES/ Sourbrodt et Ovifat et MALMEDY/Xhoffraix) |                                    |                        |                   | 50° 31′ 32″ nord, 6° 02′ 39″ est | 63038-CLT-0012-01   | Ensemble formé par les divers témoins historiques et les abords sur les territoires des communes de Jalhay, Baelen, Waimes et Malmédy (+ BAELEN/Membach, WAIMES/ Sourbrodt et Ovifat et MALMEDY/Xhoffraix) |